# Condado de Cleburne (Arkansas)
O Condado de Cleburne é um dos 75 condados do estado americano do Arkansas. Sua sede de condado é Heber Springs. Sua população era de 24 046 habitantes. O seu nome é uma homenagem ao general Patrick Cleburne (1828-1864), morto na batalha de Franklin, na Guerra da Secessão.